# ری استارک
ری استارک (انگلیسی: Ray Stark؛ ۳ اکتبر ۱۹۱۵ – ۱۷ ژانویهٔ ۲۰۰۴) یک تهیه‌کننده اهل ایالات متحده آمریکا بود.

## زندگی شخصی
ری علیرغم مشغله کاری در طول زندگی حرفه ای خود، برای علاقه خود به اسب ها وقت گذاشت. استارک که عاشق اسب بود، دو بار به عنوان پرورش دهنده سال کالیفرنیا انتخاب شد.